# Ivry-la-Bataille
Ivry-la-Bataille là một xã thuộc tỉnh Eure trong vùng Normandie miền bắc nước Pháp.

## Huy hiệu
| Arms of Ivry-la-Bataille | The arms of Ivry-la-Bataille are blazoned: Or, 3 chevrons gules. |